# Proteuxoa argonephra
Proteuxoa argonephra là một loài bướm đêm thuộc họ Noctuidae. Nó được tìm thấy ở Tây Úc.